# Ictinogomphus australis
Ictinogomphus australis är en trollsländeart. Ictinogomphus australis ingår i släktet Ictinogomphus och familjen flodtrollsländor.

## Underarter
Arten delas in i följande underarter:
- I. a. australis
- I. a. lieftincki

## Bildgalleri

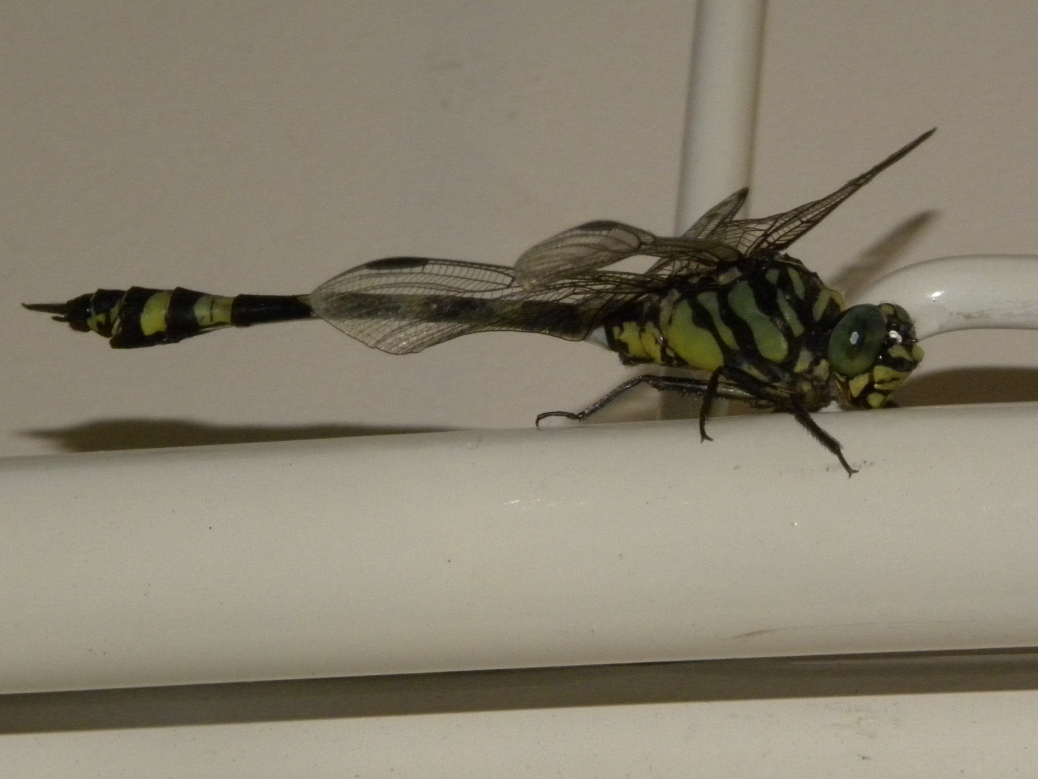